# BNA Records
BNA Records, anteriormente conocido como BNA Entertainment, fue un sello discográfico perteneciente al grupo Sony Music Nashville, junto con Arista Nashville y RCA Nashville, subsidiaria a su vez de la compañía Sony Music Entertainment. Con base en Nashville, Tennessee, BNA se especializó en la grabación de música country. El nombre de la compañía deriva de los códigos IATA e ICAO para el Aeropuerto Internacional de Nashville.
El sello fue fundado en 1991 por Boomer Castleman, quien lo vendió a BMG Music en 1993. El primer artista de la compañía fue la banda The Remingtons.
En agosto de 2011, Sony Nashville anunció una importante reestructuración corporativa qué incluyó la fusión de Columbia Nashville con BNA Records. Desde junio de 2012, los artistas asociados a BNA pararon a integrarse en Columbia Nashville.

## Artistas de BNA Records
- Rhett Akins
- John Anderson
- Marc Beeson
- Wade Bowen
- Shannon Brown
- Tracy Byrd
- Kenny Chesney
- Terri Clark
- Kellie Coffey
- Dale Daniel
- Jennifer Day
- Bill Engvall
- Tyler Farr
- Pat Green
- Merle Haggard
- Kim Hill
- Jesse Hunter
- Casey James
- Chris Janson
- Sarah Johns
- Jamey Johnson
- George Jones
- The Kentucky Headhunters
- Blaine Larsen
- Aaron Lines
- Lonestar
- The Lost Trailers
- The Lunabelles
- Mindy McCready
- Craig Morgan
- Lorrie Morgan
- K. T. Oslin
- Kellie Pickler
- Pinmonkey
- Rachel Proctor
- The Remingtons
- John Rich
- Tim Ryan
- Jason Sellers
- Lisa Stewart
- Doug Supernaw
- Tebey
- Turner Nichols
- Ray Vega
- The Warren Brothers
- B. B. Watson
- The Wilkinsons